# 1210'erne
Århundreder: 12. århundrede – 13. århundrede – 14. århundrede
Årtier: 1160'erne 1170'erne 1180'erne 1190'erne 1200'erne – 1210'erne – 1220'erne 1230'erne 1240'erne 1250'erne 1260'erne
År: 1210 1211 1212 1213 1214 1215 1216 1217 1218 1219